# Granulina occulta
Granulina occulta é uma espécie de molusco pertencente à família Marginellidae.
A autoridade científica da espécie é Monterosato, tendo sido descrita no ano de 1869.
Trata-se de uma espécie presente no território português, incluindo a zona económica exclusiva.